# 2008年夏季奧林匹克運動會射擊比賽
2008年夏季奥林匹克运动会射击比赛
2008年夏季奧林匹克運動會的射擊比賽由8月9日至17日於北京射擊館（手槍及步槍項目）及北京射擊場飛碟靶場（飛靶項目）舉行，為期10天，分別舉行手槍、步槍及飛靶共有15個比賽小項。綜觀整個射擊比賽中，主辦國中國連續三屆奧運成為「獎牌大贏家」，合共取得8面獎牌（5面金牌、2面銀牌及1面銅牌）成為最多獎牌的國家，其次美國亦取得6面獎牌（2面金牌、2面銀牌及2面銅牌）。15項射擊比賽中創造出多個世界紀錄及奧運紀錄，包括1次平世界紀錄、7次破奧運紀錄、2次破世界紀錄及9次因賽制改變創造新奧運紀錄。
本次射擊比賽焦點，包括捷克運動員卡特日娜·埃蒙斯在女子10米空氣步槍以破世界紀錄取得京奧第一金牌，其丈夫馬修·埃蒙斯在男子50米步槍三姿決賽最後一槍意外地失準（上屆雅典奧運他亦在決賽最後一槍誤擊了鄰近的靶錯失金牌），將金牌拱手讓給中國運動員邱健；印度運動員阿比納夫·賓德拉取得該國第一個奧運會單項金牌；舉行奧運期間正值格鲁吉亚和俄羅斯發生武裝衝突，在女子10米空氣手槍中獲得銀牌及銅牌的俄羅斯運動員纳塔利娅·及格鲁吉亚運動員妮诺·在頒獎儀式時友好地互相擁抱及親吻，並且请求两国政府结束戰爭；德國運動員拉爾夫·舒曼歷史性取得第五面奧運會獎牌。

## 比賽項目
相比上屆雅典奧運，本屆奧運射擊比賽由於取消了男子10米活動靶及女子雙不定向飛靶小項，因此今屆的射擊比賽會有15枚金牌：
| 比賽項目 | 比賽項目     | 男子 | 女子 |
| -------- | ------------ | ---- | ---- |
| 步槍     | 10米空氣步槍 | ✔    | ✔    |
| 步槍     | 50米步槍臥射 | ✔    |      |
| 步槍     | 50米步槍三姿 | ✔    | ✔    |
| 手槍     | 10米空氣手槍 | ✔    | ✔    |
| 手槍     | 25米手槍     |      | ✔    |
| 手槍     | 25米快射手槍 | ✔    |      |
| 手槍     | 50米手槍     | ✔    |      |
| 飛靶     | 不定向飛靶   | ✔    | ✔    |
| 飛靶     | 雙不定向飛靶 | ✔    |      |
| 飛靶     | 定向飛靶     | ✔    | ✔    |

## 獎牌榜
| 排名 | 国家／地区        | 金牌 | 银牌 | 铜牌 | 總數 |
| ---- | ----------------- | ---- | ---- | ---- | ---- |
| 1    | 中国（CHN）       | 5    | 2    | 1    | 8    |
| 2    | 美国（USA）       | 2    | 2    | 2    | 6    |
| 3    | 捷克（CZE）       | 2    | 1    | 0    | 3    |
| 3    | 乌克兰（UKR）     | 2    | 1    | 0    | 3    |
| 5    | 意大利（ITA）     | 1    | 2    | 0    | 3    |
| 6    | 韩国（KOR）       | 1    | 1    | 0    | 2    |
| 7    | 芬兰（FIN）       | 1    | 0    | 1    | 2    |
| 8    | 印度（IND）       | 1    | 0    | 0    | 1    |
| 9    | 俄罗斯（RUS）     | 0    | 2    | 2    | 4    |
| 10   | 德国（GER）       | 0    | 1    | 3    | 4    |
| 11   | 蒙古（MGL）       | 0    | 1    | 0    | 1    |
| 11   | 挪威（NOR）       | 0    | 1    | 0    | 1    |
| 11   | 斯洛伐克（SVK）   | 0    | 1    | 0    | 1    |
| 14   | （AUS）           | 0    | 0    | 1    | 1    |
| 14   | 克罗地亚（CRO）   | 0    | 0    | 1    | 1    |
| 14   | 古巴（CUB）       | 0    | 0    | 1    | 1    |
| 14   | 法国（FRA）       | 0    | 0    | 1    | 1    |
| 14   | （GEO）           | 0    | 0    | 1    | 1    |
| 14   | 斯洛文尼亚（SLO） | 0    | 0    | 1    | 1    |
| 总计 | 总计              | 15   | 15   | 15   | 45   |

## 獎牌得主

### 男子項目
| 項目                 | 金牌                | 银牌                  | 铜牌                          |
| 10米空氣手槍（詳細） | 庞伟（中国）        | 秦钟午（韩国）        | 贾森·（美国）                 |
| 10米空氣步槍（詳細） | 阿比纳夫·賓德拉（印度）   | 朱启南（中国）        | 亨利·（芬兰）                 |
| 25米快射手槍（詳細） | 亚历山大·彼得利夫（乌克兰） | 拉尔夫·舒曼（德国）       | 克里斯蒂安·芮茲（德国）           |
| 50米手槍（詳細）     | 秦钟午（韩国）      | 谭宗亮（中国）        | 弗拉基米尔·伊萨科夫（俄罗斯） |
| 50米步槍臥射（詳細） | 阿尔图尔·艾瓦茲恩（乌克兰） | 馬修·（美国）         | 沃伦·（）                     |
| 50米步槍三姿（詳細） | 邱健（中国）        | 尤里·（乌克兰）       | 拉伊蒙德·德貝維克（斯洛文尼亚）       |
| 不定向飛靶（詳細）   | 达维德·柯斯提列基（捷克）     | 乔瓦尼·佩里洛（意大利）     | 阿列克谢·艾里波夫（俄罗斯）           |
| 定向飛靶（詳細）     | 文森特·韓考克（美国）     | 托雷·（挪威）         | 安东尼·泰拉（法国）               |
| 雙不定向飛靶（詳細） | 格伦·（美国）       | 弗朗切斯科·德阿內羅（意大利） | 胡斌渊（中国）                |

### 女子項目
| 項目                 | 金牌              | 银牌                | 铜牌                  |
| 10米空氣手槍（詳細） | 郭文珺（中国）    | 纳塔利娅·（俄罗斯） | 妮诺·（）             |
| 10米空氣步槍（詳細） | 卡特琳娜·（捷克） | 柳博芙·蓋兒金納（俄罗斯）   | 斯涅扎娜·佩潔西琪（克罗地亚） |
| 25米手槍（詳細）     | 陈颖（中国）      | 奧特亞德·贡德格玛（蒙古）   | 杜蘇倫·蒙赫巴亚尔（德国）   |
| 50米步槍三姿（詳細） | 杜丽（中国）      | 卡特琳娜·（捷克）   | 埃莉斯·克魯斯（古巴）       |
| 不定向飛靶（詳細）   | 莎图·（芬兰）     | 苏珊娜·斯特費塞克娃（斯洛伐克） | 科丽·（美国）         |
| 定向飛靶（詳細）     | 基娅拉·凱恩洛（意大利） | 金伯莉·罗德（美国） | 克里斯蒂娜·布林克爾（德国）   |

## 外部連結
- 本屆奧運各項項目比賽時間表